# Greg Handevidt
Greg Handevidt (Concord, 26 de fevereiro de 1965) é um ex-músico e compositor estadunidense. Ficou conhecido por participar da primeira formação da banda de thrash metal Megadeth, junto com Dave Mustaine, David Ellefson e Dijon Carruthers. Tempo depois, Handevidt deixou a banda para formar o grupo Kublai Khan com Kevin Idso. 